# اتان پک
ایتن پک (انگلیسی: Ethan Peck؛ زادهٔ ۲ مارس ۱۹۸۶) یک هنرپیشه اهل ایالات متحده آمریکا است. وی از سال ۱۹۹۵ میلادی تاکنون مشغول فعالیت بوده‌است. ایتن نوه بازیگر نامدار سینما گریگوری پک است.

## گزیده فیلمشناسی

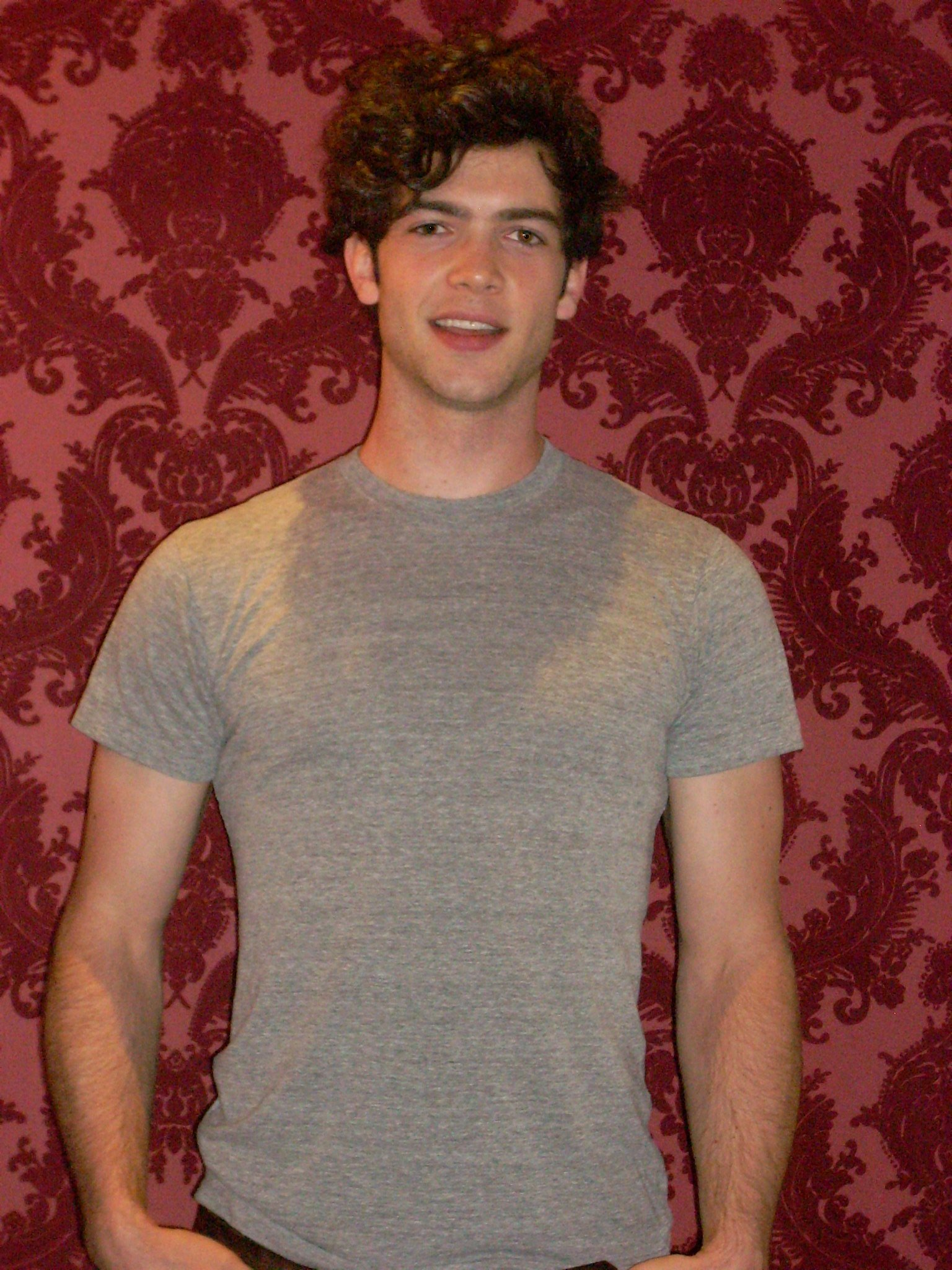

از فیلم‌ها یا برنامه‌های تلویزیونی که وی در آن نقش داشته‌است می‌توان به آثار زیر اشاره کرد.
- تنسی (فیلم) (۲۰۰۸)
- دوازده (فیلم ۲۰۱۰) (۲۰۱۰)
- شاگرد جادوگر (فیلم) (۲۰۱۰)
- سر وقت (۲۰۱۱)
- بهشت (۲۰۱۵)
- آسمان نیمه‌شب (فیلم) (۲۰۲۰)
- نمایش درو کری (۱۹۹۹)
- نمایش دهه ۷۰ (۲۰۰۰, ۲۰۰۲)
- ۱۰ چیز درباره تو که ازشان متنفرم (مجموعه تلویزیونی) (۲۰۰۹–۲۰۱۰)
- دختر سخن‌چین (۲۰۱۱)
- شراب تابستان (۲۰۱۳)
- خانم وزیر (مجموعه تلویزیونی) (۲۰۱۶–۲۰۱۷)
- داستان عامه‌پسند: شهر فرشتگان (۲۰۲۰)
- بازگشت لایتنینگ: فاینال فانتزی ۱۳ (۲۰۱۴)
- هیچ‌چیز برای ترس باقی نمانده‌است (۲۰۱۳)